# Goa (India)
Goa (Konkani: गोंय, goṃya; Marathi: गोवा, govā) is een deelstaat van India, gelegen aan de westkust van het Indische Subcontinent. Het is qua oppervlakte (3.702 km²) de kleinste Indiase staat en telt 1.458.545 inwoners (2011). De hoofdstad is Panaji.
Goa was eeuwenlang, van 1510 tot 1961, een kolonie van Portugal en maakte zodoende (net als de gebieden van het unieterritorium Dadra en Nagar Haveli en Daman en Diu) deel uit van Portugees-India. Het was tevens de hoofdstad van het Portugese koloniale imperium in het Verre Oosten.

## Bevolking
In Goa worden veel talen gesproken, waarvan de belangrijkste zijn: het door de Konkani gesproken Konkani (de officiële taal van Goa), Marathi, Hindi en Engels. Ook wordt er door een kleine minderheid nog Portugees gesproken.
Een meerderheid van 65,8% is hindoe. De invloed van de Portugezen is echter nog goed te merken aan het relatief hoge percentage christenen (26,7%), in hoofdzaak katholieken. Er staan in de dorpen vaak katholieke kerken en hun architectuur doet sterk aan Portugese kerken denken. Daarnaast staan er ook veel kleurrijke hindoetempels.

## Geschiedenis

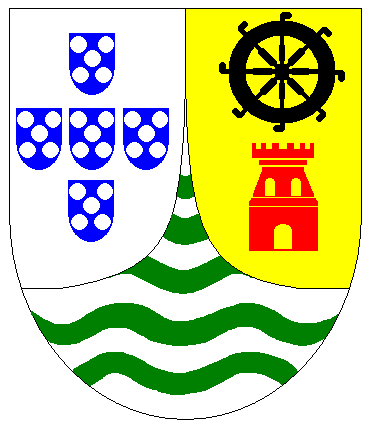
Wapen van Portugees India

Rond 2200 voor Christus woonden er waarschijnlijk al mensen in de huidige deelstaat Goa. Goa was, net als de rest van de Konkan, in de Oudheid een belangrijk internationaal handelscentrum met betrekkingen in het Midden-Oosten, Noord-Afrika en zelfs met het machtige Romeinse Rijk.
Goa verschilde in cultureel opzicht niet van de rest van de Konkan tot de komst van de Portugezen, die de grotendeels hindoeïstische bevolking tot het christendom bekeerden. Het gebied maakte tot die tijd deel uit van verschillende grote rijken. Na het uiteenvallen van het Bahmanidenrijk in 1490 behoorde het aan de sultan van Bijapur.

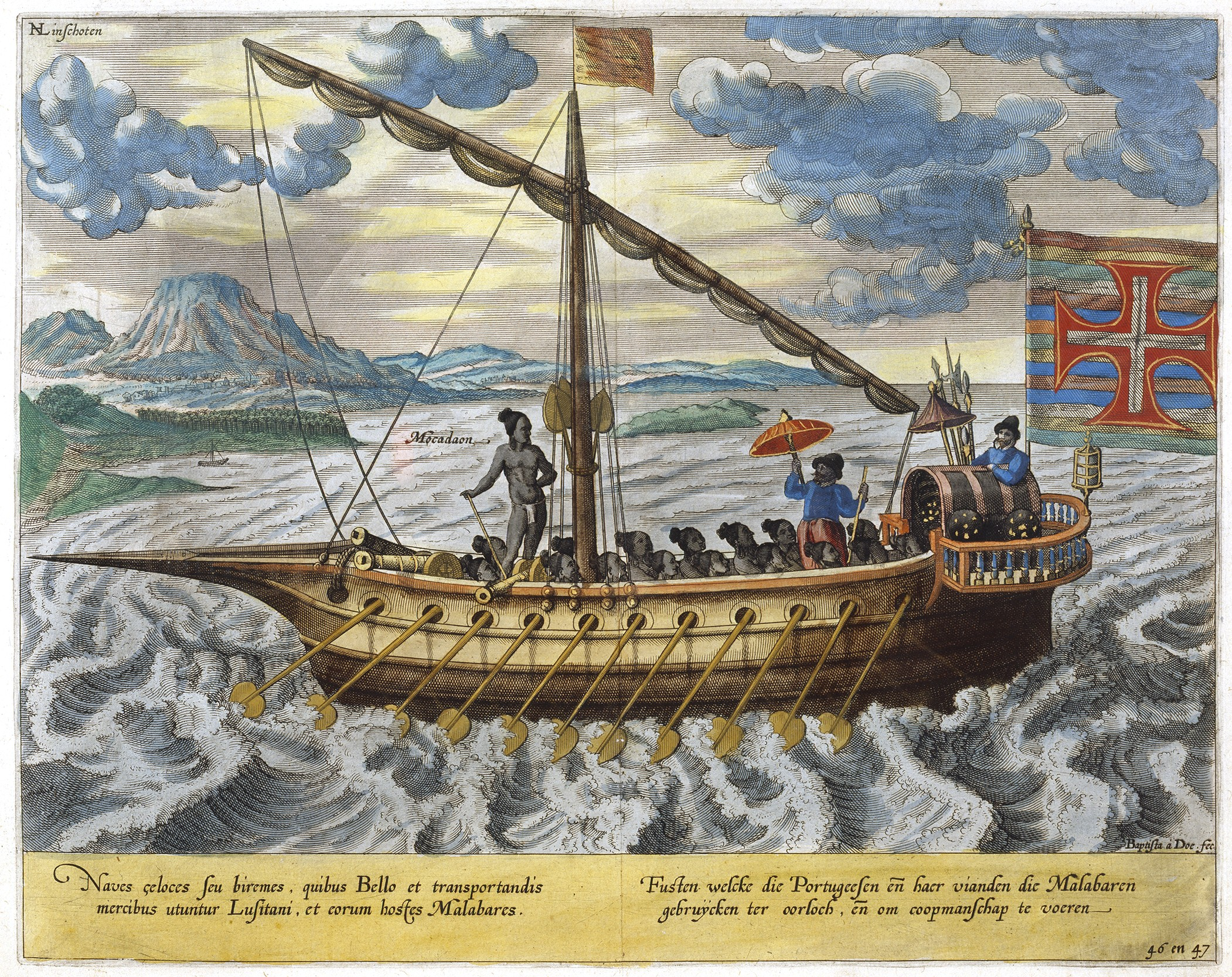
Portugees schip uit het Itinerario van Jan Huygen van Linschoten

De Portugezen arriveerden in het begin van de 16e eeuw op de westkust van India. Ze waren vooral geïnteresseerd in de specerijenhandel. De Portugezen veroverden onder leiding van Afonso de Albuquerque in 1510 Goa Velha. Ze maakten het tot hoofdstad van Portugees-India en meer in het algemeen van de Portugese bezittingen in Azië. In het kielzog van de militairen en handelaren begonnen katholieke missionarissen het evangelie onder de bevolking te verspreiden. In 1533 stichtten ze een bisdom, dat in 1558 werd verheven tot het Aartsbisdom Goa en Daman.
Geleidelijk aan breidden de Portugezen hun gebied uit tot een kolonie die een gebied ter grootte van enkele duizenden vierkante kilometers besloeg. Een poging van de sultan van Bijapur om het gebied terug te winnen in 1570 slaagde niet, hoewel de Portugezen wel teruggedreven werden.
In 1583 zeilde in het gevolg van Vincente de Fonseca, de pas aangestelde aartsbisschop van Goa, de Nederlandse cartograaf Jan Huygen van Linschoten naar Portugees-India. Hij legde zijn observaties vast in het geschrift Itinerario dat de basis vormde voor de expansie van de Nederlanders in Azië. Ze zouden de Portugezen uit grote delen van dat werelddeel verdrijven. Vanaf 1636 werd de haven van Goa gedurende ongeveer acht jaar geblokkeerd door Nederlandse schepen waardoor de uitvoer van peper naar Lissabon werd belemmerd, het gebied werd echter nooit veroverd.
Het Portugese bestuur over de regio duurde meer dan vier eeuwen, tot 1961. Op 18 en 19 december 1961 viel het Indiase leger Goa binnen om de Portugezen in twee dagen uit het gebied te verjagen. De soevereiniteit van het gebied werd overgedragen aan de Indiase staat. Naast Goa werden in dezelfde tijd ook de gebieden Daman en Diu veroverd op de Portugezen. Deze drie gebieden werden samengevoegd tot het unieterritorium Goa, Daman en Diu. In december 1986 braken er in Goa onlusten uit, omdat er  (precies 25 jaar na de verdrijving van de Portugezen) werd gerekend op meer erkenning en rechten. Op 30 mei 1987 werd Goa bevorderd tot deelstaat en werd het restant Daman en Diu voortgezet als unieterritorium. Sinds de verdrijving van de Portugezen is het Portugees niet meer de onderwijstaal en is ze in het openbare leven verdrongen door Marathi, Konkani en Engels.

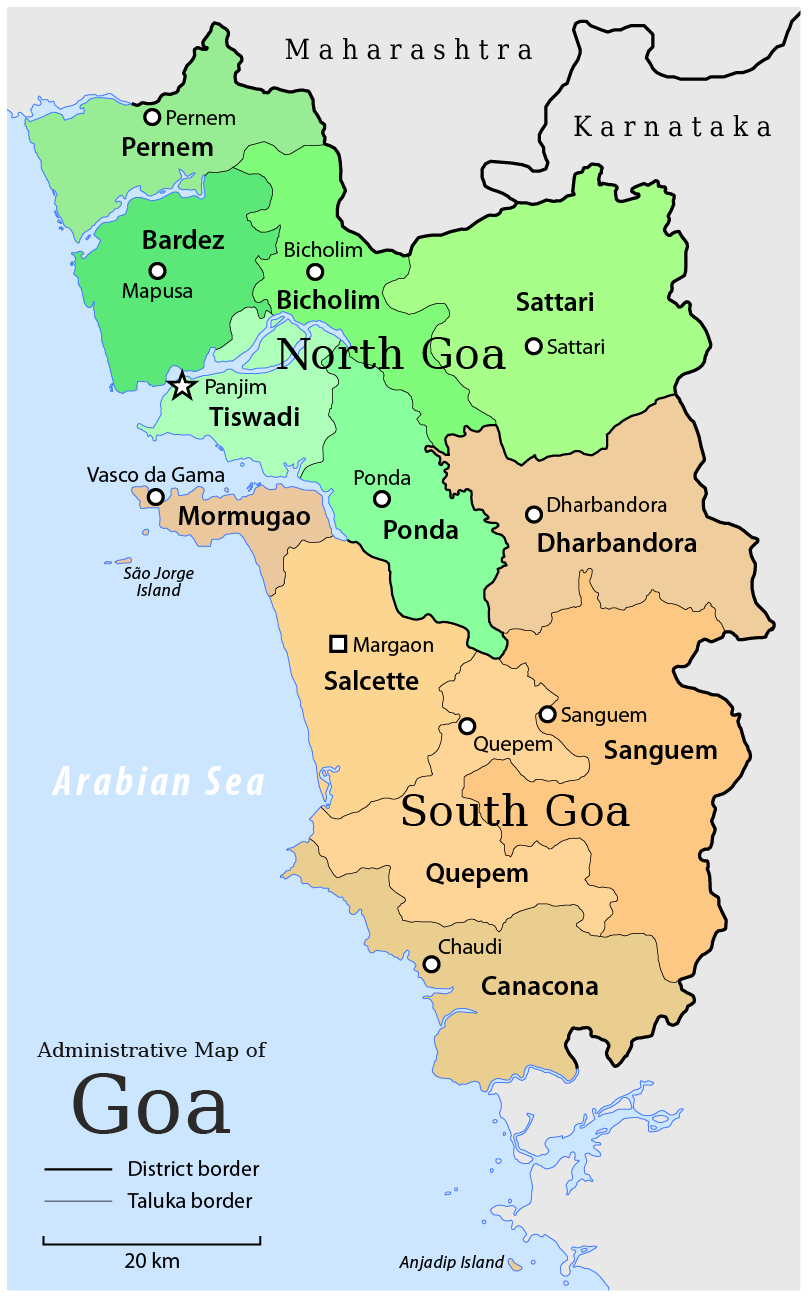
Districten en taluka's van Goa

## Geografie en bestuurlijke indeling
Goa grenst in het noorden aan de staat Maharashtra en in het oosten en zuiden aan de staat Karnataka. In het westen heeft de staat een 160 km lange kustlijn aan de Arabische Zee. Rivieren die door Goa stromen zijn onder meer de Zuari, de Mandovi, de Terekhol, de Chapora en de Sal.
Goa is bestuurlijk onderverdeeld in twee districten, die respectievelijk in zes en vijf taluka's zijn onderverdeeld. De twee districten zijn:
- Noord-Goa
- Zuid-Goa

## Klimaat
De moessontijd is het belangrijkste element van het Goaanse klimaat; hij duurt van juni tot en met september. In deze periode valt bijna de hele jaarlijkse hoeveelheid neerslag; de rest van het jaar is het praktisch droog. Twee maanden voordat de (zuidwestelijke) moesson losbarst gaat de luchtvochtigheid sterk stijgen en de normaal gesproken blauwe lucht wordt heiig en bewolkt. De periode net vóór het begin van de moesson wordt gekenmerkt door harde winden en veel onweer. In de moessonperiode valt er gemiddeld in vier maanden tijd tussen de 2500 en 3000 mm regen (Nederland 700-800mm per jaar). Zo gauw de moessonperiode voorbij is, wordt het klimaat van oktober tot en met februari zeer aangenaam, hoewel de zeestroming nog vrij fors is. Verder zijn er alleen maar blauwe, wolkeloze luchten. Het is dan warm maar niet te heet en de zee is kalm. Half maart stijgt de luchtvochtigheid weer en wordt het klimaat drukkend en daardoor onaangenamer. De maximumtemperaturen zijn door het jaar heen vrij constant, variërend van ca. 28°C in juli en augustus tot 40°C in mei. De minimumtemperaturen variëren van ca. 24°C in de maanden juli en augustus tot 26,5°C in mei.